# WAGs
WAGS (hay là Wags) là tên viết tắt dùng để chỉ vợ và bạn gái của các vận động viên chuyên nghiệp. (Wives and Girlfriends). Nó xuất hiện vào thời gian diễn ra World Cup 2006 tại Đức, mặc dù trước đó từ này hiếm khi được dùng.

## WAGs năm 2006
Trong mùa World Cup năm 2006, việc xuất hiện trước công chúng và mua sắm đình đám của các WAGs luôn là đề tài nóng bỏng của báo chí. Nhiều người cũng cho rằng chính việc này đã làm các cầu thủ Anh xao nhãng và bị loại ngay vòng tứ kết sau những màn trình diễn kém thuyết phục.
Những WAGs nổi bật nhất năm 2006 chắc chắn không thể không kể đến Victoria Beckham, vợ của cựu thủ quân đội tuyển Anh David Beckham, người mà theo tờ New York là "Nữ hoàng của WAGS", Cheryl Cole thành viên nhóm Girl Aloud vợ của Ashley Cole, Coleen McLoughlin bạn gái của Wayne Rooney, Carly Zucker bạn gái của Joe Cole, Alex Curran vợ của Steven Gerrard... Một WAG khác cũng thu hút sự chú ý của báo chí đó là cô sinh viên loại A Melanie Slade, bạn gái của cầu thủ trẻ nhất trong đội hình thi đấu, Theo Walcott.

## Link ngoài
- Top 10 WAGs ngoài bóng đá đẹp nhất Lưu trữ ngày 8 tháng 12 năm 2009 tại Wayback Machine